# Fónay Jenő
Fónay Jenő (Kaposvár, 1926. szeptember 5. – Budapest, 2017. június 16.) magyar mérnök, 1956-os szabadságharcos, a Széna téri ellenálló csoport helyettes parancsnoka. 
A Politikai Foglyok Országos Szövetsége (POFOSZ) alapítója, 2002-ig elnöke. (1989. február 17-én választotta meg az alakuló ülés, a társelnök Göncz Árpád volt.) Két gyermeke volt, az 1954-ben született Andrea és a tíz évvel fiatalabb Péter.

## Élete 1956-ig
1944 szeptemberében, 18 éves korában önként csatlakozott a 25. Waffen-SS Hunyadi Gránátos Hadosztályhoz  amely Németországig vonult vissza, ahol Fónay Jenő amerikai hadifogságba esett. 1945. november 1-jén térhetett haza.
Budapesten 1946-ban a közgazdasági egyetemre iratkozott be, majd 1952-ben a Műszaki Egyetemre. Ezekben az években a Magyar Állami Szénbányáknál, később a Tükertnél dolgozott. 1953. május 1-jétől az Erőműtervező Irodánál dolgozott mint gépészmérnök.

## A forradalom idején
1956. október 23-án részt vett a Petőfi-szobornál, a Bem téren és a Parlamentnél zajlott tüntetésekben. Október 25-én a Margit híd budai hídfőjénél ő szervezte meg a felkelők hídőrségét. Ugyanaznap egy csoporttal fegyvereket szerzett a Tímár utcai rendőrkapitányságon, majd csatlakozott a Széna téri ellenállókhoz, akik a később kivégzett Szabó bácsi parancsnoksága alatt harcoltak. Október 27-én helyettes parancsnokká választották. A Széna téri felkelők nevében ő vett részt a Petőfi Akadémián tartott fegyverszüneti tárgyalásokon a kormánnyal.

## A megtorlás idején
A forradalmat követően 1957. október 11-én tartóztatták le. Első- és másodfokon is (1958. április 25-én, illetve július 8-án) halálra ítélték. Több, mint négy hónapot volt börtönben halálraítéltként (a legtöbb időt töltve a halál torkában az 1956-os halálraítéltek közt), de végül augusztus 8-án – unokatestvére, Fónay Márta közbenjárására – kegyelmet kapott és 1963-ban szabadult. (A Széna téri csoportból halálraítélt 15 ember közül egyedül ő kapott kegyelmet.)

## A Kádár-rendszerben és bukása után
Szabadulása után hőtechnikatervező volt a Mélyéptervnél, majd a Vízitervnél. Mérnökként három bejegyzett szabadalma van. 1984-ben rokkantnyugdíjas lett.
Fónay Jenő részt vett Nagy Imre és a vele együtt kivégzettek 1989. június 16-ai újratemetésének megszervezésében. (Egy évvel korábban, amikor még erős volt a kommunista hatalom, emlékbeszédet mondott Nagy Imréék nyughelyén, a 301-es parcellában.)
1990-től a Kárpótlási Hivatal megszűnéséig a hivatal Társadalmi Kollégiumának volt tagja.
A 2000 körül alakult Széna tér Baráti Kör rendszeresen támadta Fónay Jenőt a nyilvánosság előtt. (Eörsi László történész szerint a tagjai anonimitását megőrző Baráti Körnek ez volt egyetlen számottevő tevékenysége.)
2005-ben Nagy Imre-érdemrenddel tüntették ki. 2006. október 22-én a Magyar Köztársasági Érdemrend nagykeresztje díjat vehette át a Parlamentben. Október 25-én más veteránokhoz hasonlóan a rendőrök nem engedték neki, hogy megkoszorúzza az 50 évvel korábbi sortűz áldozatainak emlékművét a Kossuth téren.

## Irodalmi tevékenysége
Fónay Jenő visszaemlékezéseit 1983-ban jelentette meg a Svájci Magyar Irodalmi és Képzőművészeti Kör Megtorlás (Mi történt Magyarországon 1956 után?) címmel. 1986-ban, a forradalom 30. évfordulókán Tosca 1958 című elbeszélése elnyerte a Szabad Európa Rádió irodalmi pályázatának első díját.
- Megtorlás. Mi történt Magyarországon 1956 után?; sajtó alá rend. B. Szabó Péter, bev. Krassó György; Svájci Magyar Irodalmi és Képzőművészeti Kör, Zürich, 1983
- Kiáltás árnyékban, visszaemlékezések, Bécs, 1988
- Kiáltás, visszaemlékezések, 1989
- Az Ősz rabságában, naplórészletek, szerzői kiadás, 1991
- Kálvária 1956, szerzői kiadás, 1996
- A Pofosz egy évtizede, 1989–1999; összeáll. Fónay Jenő, Vasvári Vilmos, szerk. Fejér Dénes; Magyar Politikai Foglyok Szövetsége, Bp., 1999